# Рашпіль

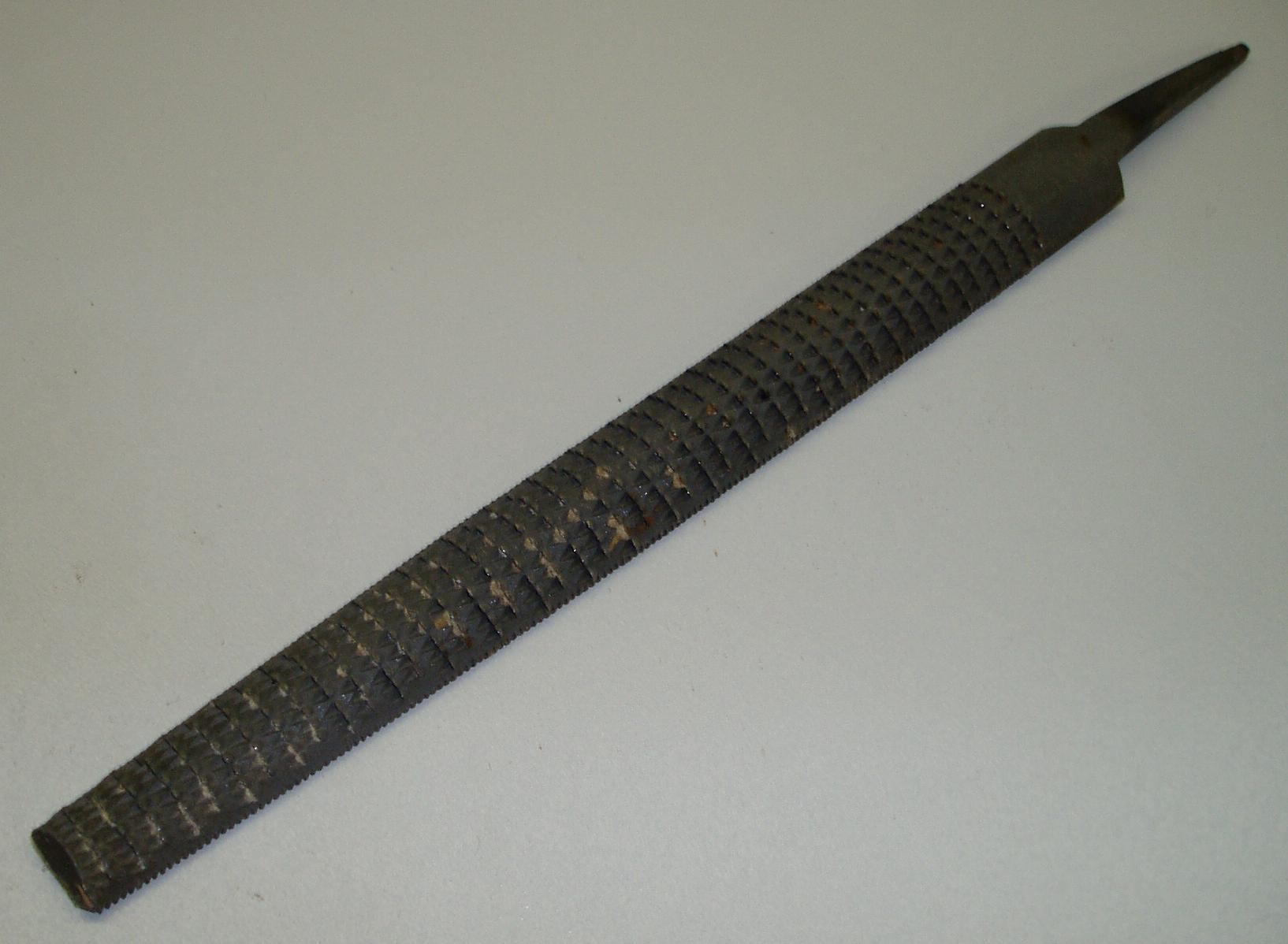
Рашпіль

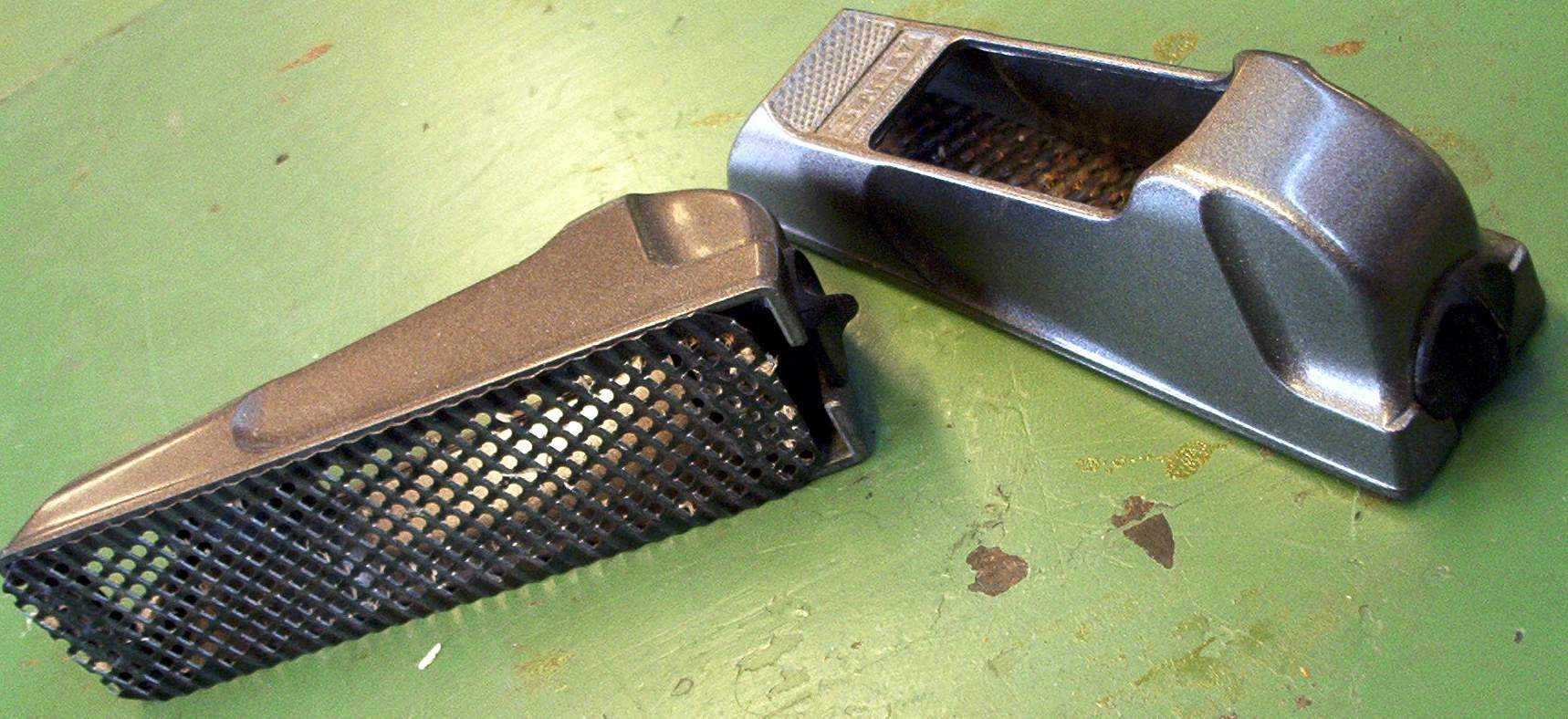
Рашпіль з перфорованої бляхи

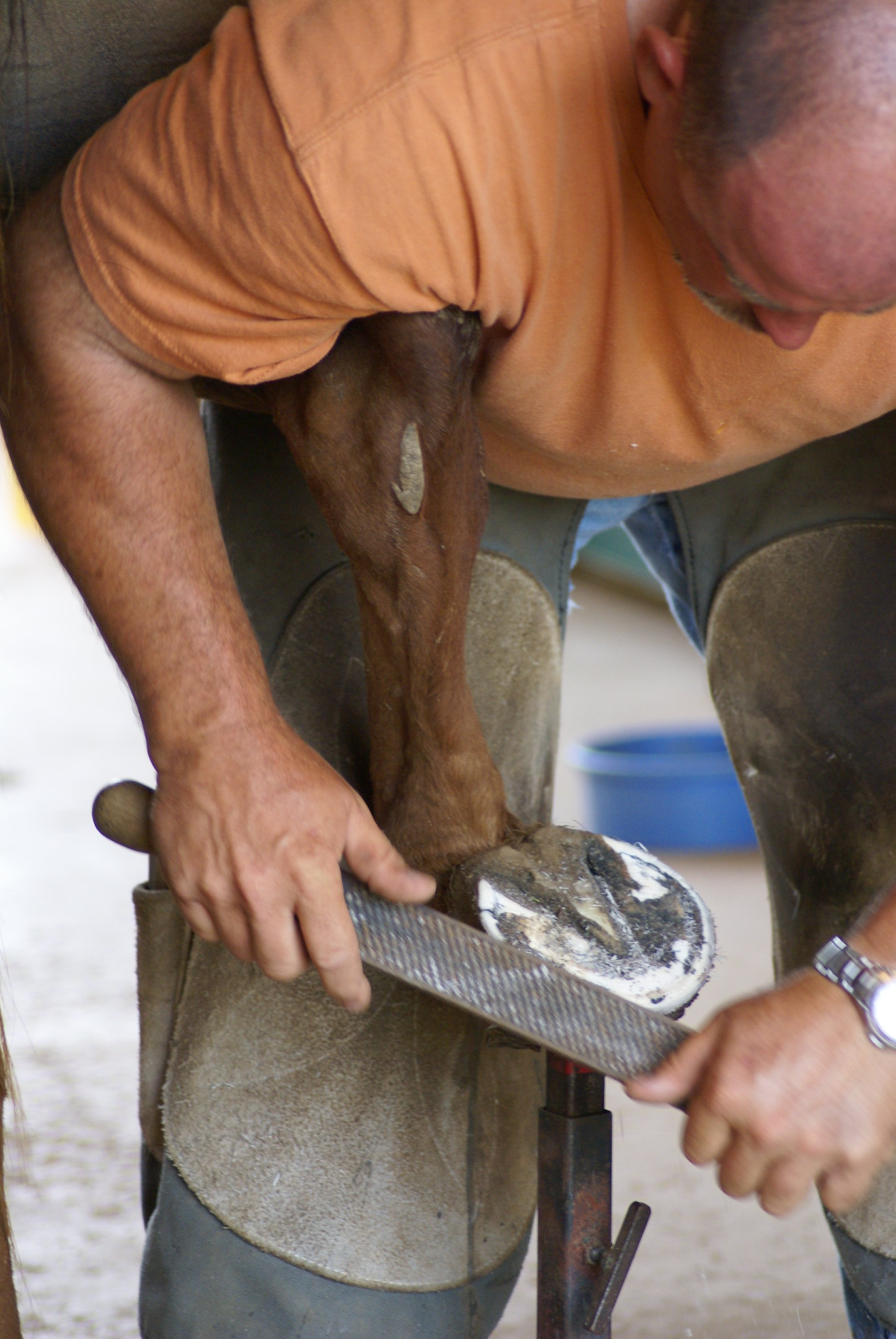
Робота коваля копитним пласким рашпілем

Ра́шпіль (від нім. Raspel) — терпуг з великою точковою насічкою. Застосовують для обробки поверхонь деревини, шкіри, м'якого металу й пластмас.
Належить до різальних інструментів. Часто рашпіль називають «столярним напилком». На відміну від напилка рашпіль має насічку у вигляді окремо розташованих виступів або зубців. Рашпілі також виготовляють штампуванням: на сталевому листі видавлюються отвори з гострими краями що стирчать.

## Технічні параметри
Технічні параметри основних видів рашпілів визначаються міжнародним стандартом ISO 234, відповідником якого є ГОСТ 6876-79. Ці стандарти визначають параметри насічки, розміри та класифікацію рашпілів. Номери розмірів рашпільної насічки відповідають кількості зубців на 1 см²:
- крупні — 8…12 зубців на см²;
- середні — 12…20 зубців на см²;
- дрібні — 18…22 зубців на см²).

Відповідно до стандарту вирізняють наступні основні види рашпілів:
- плоскі тупоносі;
- плоскі гостроносі;
- круглі;
- напівкруглі;
- шевські прямі;
- шевські зігнуті двосторонні;
- шевські зігнуті односторонні;
- копитні плоскі (для зачищання копит перед підковуванням).

## Використання
Використовуються для обробки м'яких матеріалів: дерева, гіпсокартону, пластику, гуми, шкіри — там, де звичайний напилок швидко забивається стружкою і перестає різати. Годиться для роботи з м'яким металом, каменем. Рашпілем найкраще зарівнювати і загладжувати торці, краї і отвори виробів. При роботі інструментом його потрібно використовувати на всю довжину робочої поверхні. Рашпіль легко очистити від тирси і пилу металевою щіткою.